# Louis Péglion
Louis Péglion (9 maart 1906 - 15 augustus 1986) was een Frans wielrenner.

## Levensloop en carrière
Péglion was slechts 3 jaar profwielrenner, van 1930 tot 1933. Hij nam viermaal deel aan de Ronde van Frankrijk, waarin hij 1 rit won, zijn enige overwinning in zijn carrière.

## Resultaten in voornaamste wedstrijden
| Jaar | Ronde van Italië | Ronde van Frankrijk | Ronde van Spanje |
| ---- | ---------------- | ------------------- | ---------------- |
| 1930 |                  | 14e (1)             |                  |
| 1931 |                  | 7e                  |                  |
| 1932 |                  | 47e                 |                  |
| 1933 |                  | opgave              |                  |